# Уніатська церква в Російській імперії
Більшість структур Унійної церкви після трьох поділів Польщі опинилася в складі Росії. До Першого поділу Польщі ця церква була одним із найбільших релігійних об'єднань у Речі Посполитій, налічуючи 8 єпархій: Києво-Віленську (митрополію), Луцьку, Львівську, Полоцьку, Перемишльську, Холмську, Пінську та Володимирську. Загалом уніати мали 9452 культові споруди. З них, приблизно 60% опинилося в межах Російської імперії.
Змінювані правителі Росії негативно ставилися до уніатів, як правило, сприймаючи їх як православних, які під тиском прийняли юрисдикцію Папи і при першій же нагоді відійшли б від неї. Велика діяльність по наверненню уніатів у православ'я розгорнулася в Білорусі та Литві за правління Катерини II. Після перерви під час правління Павла І та Олександра І, які в першому маніфесті, виданому жителям Білостоцького повіту, після приєднання до Росії 27 жовтня 1807 року, запевняли: «Всі права і привілеї не будуть відібрані. Визнання вашої релігії буде збережено в цілості», боротьбу проти унії відновив цар Микола І. Адміністративній ліквідації уніатської церкви передувала довготривала кампанія уподібнення уніатських обрядів до православних, які координував литовський єпископ Йосиф Семашко. У 1839 році під час собору в Полоцьку було проголошено про ліквідацію унії у Литві та Білорусі; збереглася лише Холмська єпархія (ліквідована 1875 року). У процесі примусового навернення населення застосовувалися заходи прямого примусу; у Пратулині та Дрелові сутички між уніатами та російським військом закінчилися смертю кількох осіб. Незважаючи на адміністративне визнання всіх колишніх уніатів православними, бл. 100 тис. осіб ніколи не виконували царських наказів, бойкотуючи парафії Російської православної церкви.
Антиунійна політика наступних царів була пов'язана з політикою русифікації земель, захоплених внаслідок поділів Польщі.

## Політика царів щодо уніатів

### Правління Катерини II
Відразу після приєднання до Росії територій, де уніати становили більшість, цариця Катерина ІІ заявила про терпимість до католицького населення «обох обрядів» і запевнила, що їхнє становище не зміниться порівняно зі станом справ у Першій республіці. 
Насправді ж російський уряд ставився до уніатів як до православних росіян, яких насильно примусили навернутись, і перехід яких у православ’я був лише питанням часу. 2 вересня 1780 року Катерина II надіслала рескрипт білоруському губернатору Чернишову, в якому дозволяла православному духовенству захоплювати уніатські храми, якщо того бажають парафіяни. Чернишов і православний єпископ Могильова Георгій (Кониський) використали дозвіл у ширшому, ніж буквальний масштаб, що призвело до навернення 112 573 осіб, 35 священиків та 95 парафій з церквами. Ці заходи проводились попри протести уніатської ієрархії. Водночас Катерина II призвела до призначення архімандрита Віктора (Садковського) єпископом-помічником Київської митрополії, який мав повторити дії могильовського єпископа на території Наддніпрянської України, Волині та Поділля. Після другого поділу Польщі Віктор (Садковський) став православним єпископом Мінським. Однією з перших його дій було надіслання пастирського листа, в якому він повідомляв, що всі уніати, зацікавлені в переході на православ'я, повинні зголошуватися до нього, а митрополиту митрополиту Теодосію Ростоцькому повідомляти лише про навернення. Сама Катерина ІІ щедро підтримувала діяльність єпископа Віктора та його священиків. У жовтні 1794 року архієрей повідомив Священному правлячому синоду про набуття для православної церкви 721 поунійної парафії, а в наступному році писав ще про 1607 храмів. У свою чергу, статистика 1802 року, складена уніатським єпископом Левицьким, свідчить, що на той час уніати мали лише 176 церков.
Справу уніатів Катерина ІІ розглядала також як розмінну монету в переговорах з Папою Римським щодо схвалення змін, внесених нею в адміністративний устрій Латинської церкви в Росії. Конверсія 100 000 осіб у 1780–1783 роках змусила католицьку церкву прийняти їх, сподіваючись, що подальший процес руйнування унії буде зупинено.
В Білорусії такі дії мав повторити Георгій (Кониський), але здійсненню цих планів перешкодила його смерть 13 лютого 1795 року. Завдання, доручене царицею, виконав його наступник Афанасій (Вольховський), єпископ Могилевський, якому Священний Синод надав докладну інструкцію щодо проведення антиунійної акції. Православне духовенство мало об'їздити всю територію Білорусі, здійснюючи місіонерську діяльність, у супроводі військових, а осіб, які заявили про своє бажання прийняти конверсію, негайно зачислити до найближчих парафій. Однак єпископ Афанасій повідомив Синод про провал проведеної таким чином акції. Добровільних змін релігії було небагато, і в багатьох випадках «навернення» було пов'язане з погрозами та переслідуваннями з боку солдатів, які супроводжували духовенство. З подібними звинуваченнями на адресу керівників «місії» виступив пінський уніатський єпископ Йосафат Булгак. Він стверджував, що неохочих до православ'я людей залякували, примушували платити незаконні грошові та матеріальні штрафи, а царські солдати намагалися хитрощами отримати ключі від уніатських храмів. Також затримували непокірних священиків і закривали василіянські монастирі, часто передаючи їх відразу до осідків православного духовенства. 22 квітня 1794 року в ордонансі на ім'я царського губернатора на новоприєднаних землях Тимофія Тутолміна Катерина II наказала йому провести заходи, спрямовані на ліквідацію унії. Зрештою, до кінця 1795 р. за рахунок уніатів православні придбали в Білорусі близько 200 храмів, а віросповідання змінило близько 115 тис. осіб. Цариця також вступила у відкриту боротьбу проти Василіанського Чину, оголосивши в 1795 році, що будь-яка василіанська чернеча громада, яка не займатиметься благодійною чи просвітницькою діяльністю, буде закрита.
За рахунок уніатів було розширено адміністративну мережу Російської православної церкви. У 1806 році з уніатських структур на російській території існувала лише Полоцька митрополія на чолі з єпископом Іраклієм Лісовським. Православна єпархія поблизу Польщі та Брацлава була створена значною мірою з пререйнятих душпастирських центрів. Єпископ Лісовський користувався повною довірою цариці. Маєтки уніатських єпископів перейшли у власність держави і частково виділялися на винагороду для військових і чиновників, які особливо відзначилися в процесі поширення православ'я.

### Правління Павла І
Після приходу до влади в Росії Павла І ставлення влади до уніатів змінилося. Новий цар до них ставився неохоче (хоча він був прихильним до католицизму латинського обряду), але його політика програмно суперечила діям його матері. Павло I дав згоду на відновлення діяльності трьох уніатських єпархій і наказав припинити місіонерську діяльність православних ієрархів. Уніати підпорядковувалися Духовній колегії на чолі з представником латинської церкви в Росії.

### Правління Олександра І
Олександр І продовжував толерантну політику щодо уніатів. Під час його правління їх кількість оцінюється у 1 398 478 вірних, а в руках уніатів залишився 91 монастир і 1388 парафій. Водночас за правління Павла І та Олександра І бл. 200 тис. вірних уніатської церкви перейшло на латинський обряд, що мало захистити їх від переходу на православ'я. Ця тенденція зустріла протести уніатських єпископів.
Бажаючи зупинити хвилю прийняття латинського обряду, Олександр І заснував у 1804 р. уніатський відділ у Священному Синоді, призначив його головою єпископа Йосафата Булгака. Заснування кафедри знайшло підтримку уніатської ієрархії, яка вбачала в ній порятунок від латинізації обряду. У 1805 році Колегія була розділена на дві окремі частини; Головою уніатського відділу став Іраклій Лісовський. Він вірив у можливість повного об'єднання церков, з цією метою провів у своїх адміністраціях літургійну реформу (з 1806 р. був київським уніатським митрополитом), усунувши елементи, внесені в богослужіння під латинським впливом, і запровадивши типові для російського православ'я.

### Правління Миколи І
З самого початку свого правління Микола І зробив рішучі кроки для боротьби з уніатською церквою. 11 серпня 1829 року, приймаючи її представників на аудієнції, він заявив, що має намір «упорядкувати» уніатську церкву й усунути з неї всі латинські впливи. Російський уряд, однак, не відразу скасував унію, а розробив довгостроковий план, виходячи з припущення, що максимальне уподібнення уніатського обряду до православного призведе до природного злиття двох церков. Головним реалізатором цієї концепції був єпископ Мстиславський Йосиф (Семашко). Захоплений російським православ'ям, з яким він зіткнувся під час перебування в Петербурзі, він вважав себе росіянином і сам підготував докладний план послаблення унії, який подав цареві, отримавши його схвалення.
Згідно з проектом Семашка, у 1828 році функції латинського та уніатського відділів Духовної колегії остаточно розділили, створивши Греко-уніатську духовну колегію на чолі з Йосафатом Булгаком. Потім було реформовано адміністративний поділ Уніатської церкви, розділивши її на Білоруську архідієцезію (голова Й. Булгак) і Литовську єпархію, яку очолив Йосип Семашко. Після Листопадового повстання російська влада закрила половину з 95 існуючих василіанських (жіночих та чоловічих) монастирів; в т.ч. у цей період православна церква повернула собі Почаївську лавру. У 1835 році було заборонено змінювати уніатський обряд на латинський.
Ще раніше, у 1834 році, російська влада розгорнула широку кампанію за богослужбові зміни в уніатській церкві. Уніатські богослужбові книги замінювалися російськими виданнями, а у храмах позбавлялися лавок і органів, чужих православній традиції, а також образів католицьких святих, невизнаних у Російській православній церкві. З 1837 р. усі справи, пов'язані з функціонуванням уніатської церкви, залишалися у віданні Священного правлячого синоду Російської православної церкви.
Після смерті Йосафата Булгака в 1838 р. уніатський єпископат в Росії складався лише з прихильників масового переходу уніатів на православ'я. Тому 12 лютого 1839 р. таке рішення ухвалив синод у Полоцьку. Після цієї події єдиною інституцією уніатської церкви під владою російських можновладців стала Холмська єпархія в Королівстві Польському.

### Правління Олександра II
Заходи з ліквідації останньої уніатської єпархії в Росії були зроблені після Січневого повстання й були частиною ширшої кампанії з русифікації Холмщини. Прийняття уніатським населенням православ'я мало означати водночас завоювання його для російської культури й національності. Основними прибічниками такого рішення були держсекретар у справах Польщі Мілютін та генеральний директор внутрішніх справ і духовенства Королівства Польського Володимир Черкаський. При ліквідації унії передбачалося використати ті самі засоби, що й перед синодом у Полоцьку, незважаючи на те, що на Холмщині прихильність до католицизму візантійського обряду була значно більшою серед населення, ніж на білоруській і литовській територіях.
У 1864 році царська влада розпустила василіанські монастирі в Любліні, Холмі, Білій Підляській та Замості, перевівши монахів до монастиря у Варшаві. У 1866 році право патронату було скасовано, що передало польській шляхті контроль над персоналом парафії. Уніатське духовенство почало отримувати державну платню. Російська влада також почала вербувати греко-католицьких священиків з Галичини, які бажають працювати на Холмщині, мають москвофільські погляди, охоче займаються видаленням латинських елементів з уніатського обряду. Крім того, уніатам заборонялося переходити на латинський обряд. Незважаючи на те, що частина православної ієрархії (зокрема, архієпископ Холмський і Варшавський Йоаникій (Горський)) виступала проти ліквідації унії шляхом репресій, натомість постулюючи довготривалу роботу серед населення, яка мала завершитися добровільним прийняттям Православ'я і російської національності, царський уряд вирішив негайно скасувати уніатський обряд. За погодженням з таємною комісією адміністратор Холмської дієцезії о. Маркелл (Попель) наказав відправляти служби у т. зв. синодальному обряді. Результатом стали протести уніатів, придушені за допомогою війська в Дрелові та Пратулині, були й загибелі. У 1875 році було оголошено про повну ліквідацію Берестейської унії на Холмщині і приєднання парафії Холмської єпархії до Російської православної церкви. Прибл. 29 тис. осіб не підкорилися цьому рішенню. Інша група, яка офіційно сповідуючи православ'я, все ще вважала себе уніатами. Євлогій (Георгіївський), православний єпископ Холма з 1905 р., оцінював її чисельність у 100 тис. Характеризуючи релігійну ситуацію в регіоні, він писав:
Унія була офіційно скасована державним законом у 1875 році, але віру в людських душах не можна було скасувати законом, подекуди православні церкви стояли порожні, люди не просили священиків здійснювати обряди. Були парафії, де до 90 відсотків населення бойкотували православні храми, і, не маючи своїх уніатських священиків, залишалися без Святих Таїнств.
З території колишньої Холмської єпархії було видалено всі сліди унії, ототожненої з чужоземним пануванням на «споконвічній російській» (руській) землі. Були знищені ікони, визнані неканонічними, уніатські книги та богослужбове начиння, вилучені придорожні хрести та фігури, що сприймалися як «типові латинські зовнішні вияви віри». Зміни також були внесені в архітектуру храмів, роблячи їх подібними до храмів, побудованих в Росії (візантійсько-руський стиль).